# Giorgio Ferroni
Giorgio Ferroni (Perugia, 12 de abril de 1908 − Roma, 17 de agosto de 1981) fue un director de cine y guionista italiano. A veces utilizó el pseudónimo de Calvin Jackson Padget o Calvin J. Padget, para firmar sus films.

## Biografía
Giorgio Ferroni comenzó su carrera en los años 30 como realizador de documentales y ayudante de realización de Gennaro Righelli. Hizo sus primeros pasos como director en 1937, se especializó en las películas de aventuras. Después de la guerra, realizó algunas películas neorealistas, Pian delle stelle  y  Tombolo, paradiso nero. Después, se especializó en películas de peplum entre las cuales destacó Mill of the Stone Women  y encontró algunos éxitos en el ámbito de los Spaghetti westerns con Giuliano Gemma.

## Filmografía
- Pompei (1936)
- Criniere al vento (1938)
- Armonie pucciniane (1938)
- Terra di fuoco (1939)
- In vacanza con i principini (1940)
- Cinque minuti con la nazionale di calcio (1940)
- L'ebbrezza del cielo (1940)
- L'accademia dei vent'anni (1941)
- Il fanciullo del West (1942)
- Arcobaleno (1943)
- Macario contro Zagomar (1944)
- Casello n. 3 (1945)
- Senza famiglia (1946)
- Ritorno al nido (1946)
- Pian delle stelle (1946)
- El bosque de los placeres (Tombolo, paradiso nero) (1947)
- Vivere a sbafo (1949)
- Marechiaro (1949)
- Qualcuno pensa a noi (1952)
- Ai margini della città (1954)
- Vertigine bianca (1956)
- L'oceano ci chiama (1957)
- Ricordi Pucciniani (1958)
- El molino de las mujeres de piedra (Il mulino delle donne di pietra) (1960)
- Las amantes de los dioses (Le baccanti) (1961)
- La guerra de Troya (La guerra di Troia) (1961)
- Ercole contro Moloch (1963)
- El coloso de Roma (Il colosso di Roma) (1964)
- El león de Tebas (Il leone di Tebe) (1964)
- Héroe sin patria (Coriolano eroe senza patria) (1964)
- Un dólar agujereado (Un dollaro bucato) (1965)
- Nueva York llama a Superdrago (New York chiama Superdrago) (1966)
- El hombre del sur (Per pochi dollari ancora) (1966)
- No soy un asesino (Wanted) (1967)
- El pistolero que odiaba la muerte (Il pistolero segnato da Dio) (1968)
- La batalla del Alamein (La battaglia di El Alamein) (1969)
- El arquero de Sherwood (L'arciere di fuoco) (1971)
- La noche de los diablos (La notte dei diavoli) (1972)
- Antonio e Placido - Attenti ragazzi... chi rompe paga (1976)

## Premios y distinciones
Festival Internacional de Cine de Venecia
| Año  | Categoría        | Película | Resultado |
| ---- | ---------------- | -------- | --------- |
| 1936 | Mención especial | Pompei   | Ganador   |